# Johan Perne
Carl Johan Perne, född 13 augusti 1875 i Häggeby församling, Uppsala län, död 24 augusti 1961 i Engelbrekts församling i Stockholm, var en svensk direktör. 
Han gjorde praktik och var verksam som köpman i Uppsala 1890–1917 samt var verkställande direktör för AB Svenska Sprit i Stockholm från dess bildande 1918. Han hade olika förtroendeuppdrag, han var styrelseledamot i Uppsala skyttegille och Upplands skytteförbund 1900–1908, i Sveriges Köpmannaförbund 1908–1918 och i Uppsala handelsförening 1912–1918. Han var också politiskt engagerad och satt i stadsfullmäktige i Uppsala 1916–1919. Han var riddare av Vasaorden.
Perne var gift från 1904 med Thora Jönsson (1881–1954). Han var far till Nils Perne och Lars Perne. De är begravda på Norra begravningsplatsen utanför Stockholm.